# Paphiopedilum intaniae
Paphiopedilum intaniae é uma espécie de orquídea terrestre, família Orchidaceae, que habita Sulawesi.